# Архарли (Жамбильський район)
Архарли́ (каз. Арқарлы) — село у складі Жамбильського району Алматинської області Казахстану. Входить до складу Актерецького сільського округу.
Населення — 233 особи (2021; 286 у 2009, 281 у 1999, 211 у 1989).